# 邁克薩鄉

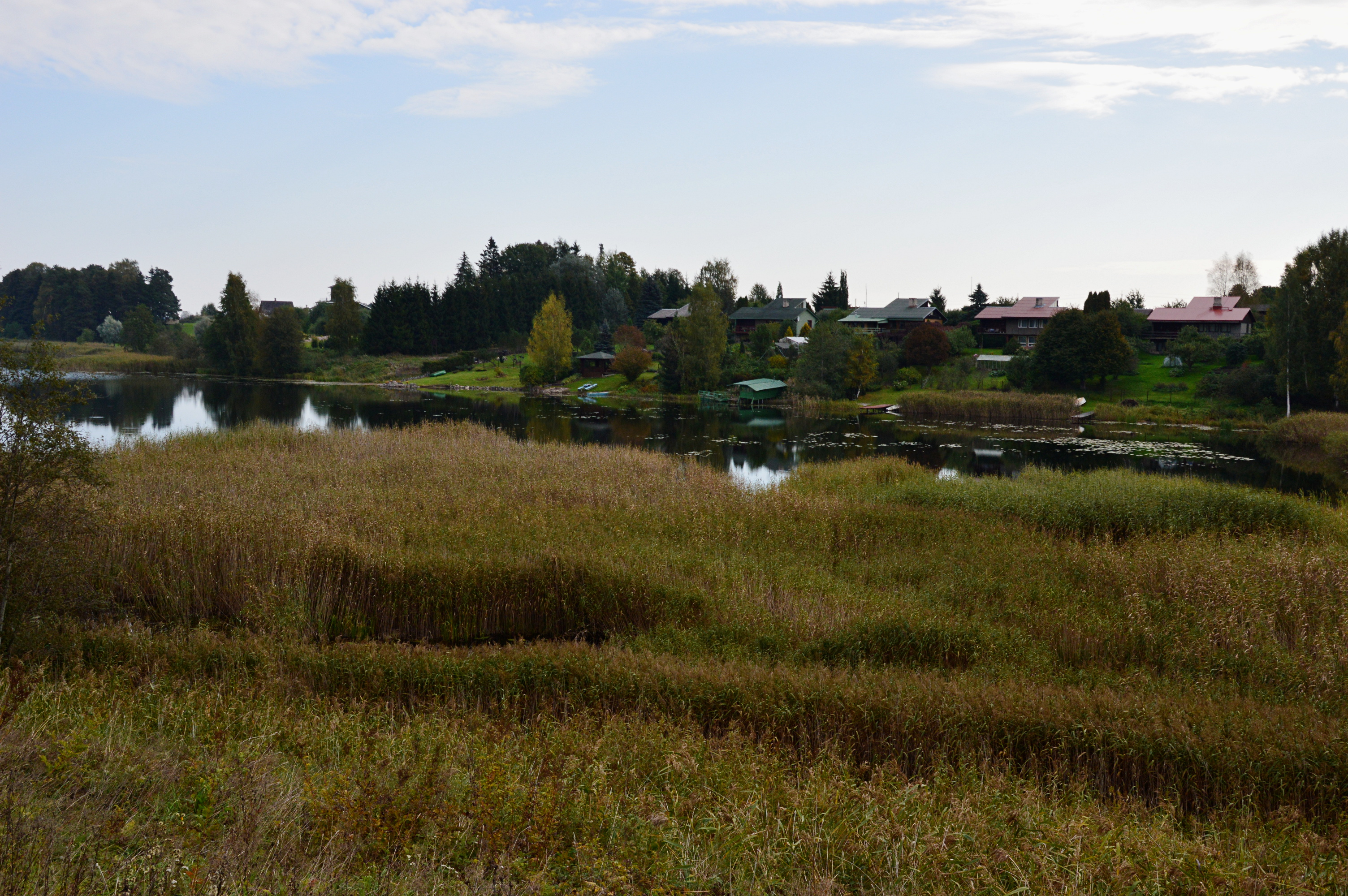
拉瓦齐湖保护区

邁克薩鄉，是愛沙尼亞塔爾圖縣的一個鄉村型市镇，位於該國東南部，行政中心設於梅利斯泰，面積133平方公里，2009年人口1,721，人口密度每平方公里13人。
2017年爱沙尼亚行政改革后，迈克萨市镇与其他市镇一起合并为新的卡斯特雷市镇。
58°20′N 26°59′E / 58.333°N 26.983°E